# Рудюк Богдан Андрійович
Богдан Андрійович Рудюк (нар. 19 квітня 1994, Покотилівка, Харківська область) — український футболіст, захисник.

## Клубна кар'єра

### Юнацькі та молодіжні клуби
На юнацькому рівні виступав за харківські «Геліос» і «Восток». Пізніше деякий час грав на аматорському рівні в чемпіонаті Луганської області, після чого виступав за молодіжні склади сімферопольської «Таврії» та луганської «Зорі».

### Словацький та білоруський періоди
З 2015 року виступав у другому дивізіоні Словаччини за клуби «Бодва», «Попрад» і «Рімавска Собота». В липні 2016 року прибув на перегляд в білоруський клуб «Слуцьк» і незабаром підписав контракт. Став одним з основних центральних захисників случан, проте після закінчення сезону в листопаді 2016 року залишив команду.
У січні 2017 року прибув на перегляд у могильовський «Дніпро» і у березні підписав контракт. У складі могильовського клубу став основним центральним захисником. У липні 2017 року за згодою сторін розірвав контракт з «Дніпром», і в серпні став гравцем «Крумкачів», де також закріпився в основі, тільки кінець сезону пропустив через травму. По закінченні сезону в грудні 2017 року залишив «Крумкачи».

### «Сталь» Кам'янське
У січні 2018 року повернувся на батьківщину і підписав контракт на два з половиною роки контракту з клубом української Прем'єр-Ліги «Сталь» (Кам'янське), однак так і не зіграв за команду жодного офіційного матчу. У липні 2018 року після банкрутства клубу футболіст отримав статус вільного агента.
У січні 2019 року був на перегляді у «Металісті 1925».